# 3754 Kathleen
3754 Kathleen este un asteroid din centura principală, descoperit pe 16 martie 1931 de C. W. Tombaugh.